# 無添加住宅
株式会社無添加住宅（むてんかじゅうたく）は、兵庫県西宮市に本社を置く建設会社。建築実績3,000棟（2019年4月現在）ある日、不動産業者の紹介で化学物質のアレルギーの方の相談に応じることになる。お客様はシックハウス症候群という病気で、「そのような方でも住まえる家が作れないか？」と考え、試行錯誤の上、1999年に無添加住宅のプロトタイプとなる家が完成。その後、シックハウス症候群のお客様が入居後、「この家の中では安心して深呼吸できる。」と言って頂き、シックハウスの症状が改善。その経験やノウハウをもとに全国で無添加住宅を広めるため、無添加住宅代理店制度（VC）を導入する。
近年では愛媛大学農学部と一般社団法人全国健康・省エネ住宅普及振興機構とともに「室内の空気環境」をテーマに、空気測定や建材測定などの共同研究を行っている。また現在、全国に177社の無添加住宅正規代理店がある。（2021年11月現在）

## 沿革
- 1972年 - 4月1日、秋田工務店として創業。
- 1987年 - 5月5日、秋田ハウジング株式会社に社名変更。
- 1989年 - 1月、秋田憲司が代表取締役に就任。
- 1998年 - 9月、現在の住所へ本店移転。
- 1999年 - 無添加住宅の前進となるプロトタイプを建築（無添加住宅第一号誕生）。
- 2000年 - インドネシアに提携工場設置、無添加住宅家具の生産に着手、量産体制が整う。
- 2001年 - 9月、株式会社無添加住宅 設立、代表取締役は秋田憲司。
- 2002年 - 無添加住宅代理店制度を開始
- 2004年 - 「屋根（クールーフ工法）」特許取得
- 2005年 - 1月、書籍「無添加住宅」を出版。4月、秋田ハウジング株式会社と合併、株式会社無添加住宅が存続会社となる。
- 2006年 - 12月、「無添加住宅」の商標登録を取得。
- 2008年 - 5月、横浜市総合展示場「ハウスクエア横浜」に継承オープンする。
- 2009年 - 5月、書籍「未来の家作りは江戸時代に学ぶ」を出版
- 2009年 - 12月、無添加住宅代理店数100社突破
- 2010年 - 4月、横浜市に総合展示場「TVKハウジングプラザ横浜」に直営展示場をオープン。「ハウスクエア横浜」は代理店に移譲
- 2010年 - 12月、「縦水切り及び該縦水切りを備えた窓サッシ（水切りキット）」YKKAPとの共同特許取得
- 2011年 - 無添加住宅累計1000棟達成
- 2012年 - 6月、「無添加住宅リノベーション」商標登録（商標権取得）
- 2014年 - 8月、「無添加住宅シックハウス保証」取扱開始
- 2015年 - 1月、横浜市総合展示場「tvk ハウジングプラザ横浜内ヨコハマくらし館」にリノベーションスタジオを新規オープンする、「tvk ハウジングプラザ横浜」は代理店に移譲
- 2015年 - 1月、無添加住宅累計2000棟達成
- 2015年 - 愛媛大学と「室内空気環境」についての共同研究がスタート
- 2016年 - 4月、秋田憲司が代表取締役会長に就任、難波宏之が代表取締役に就任
- 2019年 - 4月、無添加住宅累計3000棟達成
- 2020年 - 4月、無添加住宅リフォーム代理店制度を開始

## 住宅事業
注文住宅の設計・施工

## 商品
- 木造住宅
  - 無添加住宅S（standard）タイプ、RS（Room Standard）タイプ、C（Chemical Sensitivity）タイプ
  - 無添加住宅イーズ
- リフォーム
  - 無添加住宅リフォーム
- リノベーション
  - 無添加住宅リノベーション